# 布魯克萊特 (喬治亞州)
布魯克萊特（英語：Brooklet）是一個位於美國喬治亞州布洛克縣的城市。

## 地理
布魯克萊特的座標為32°22′56″N 81°39′53″W / 32.38222°N 81.66472°W，而該地的平均海拔高度為46米（即151英尺）。

## 人口
根據2010年美國人口普查的數據，布魯克萊特的面積為8.70平方千米，當中陸地面積為8.50平方千米，而水域面積為0.20平方千米。當地共有人口1395人，而人口密度為每平方千米160人。